# Condado de Lewis (Nueva York)
El condado de Lewis (en inglés: Lewis County) fundado en 1805 es un condado en el estado estadounidense de Nueva York. En el 2000 el condado tenía una población de 26,944 habitantes en una densidad poblacional de 21 personas por mi². La sede del condado es Lowville.

## Geografía
Según la Oficina del Censo, el condado tiene un área total de 3341 km² (1290,0 mi²), de la cual 3302 km² (1274,9 mi²) es tierra y 36 km² (13,9 mi²) (1.12%) es agua.

### Condados adyacentes
- Condado de St. Lawrence, Nueva York - norte
- Condado de Herkimer, Nueva York - este
- Condado de Oneida, Nueva York - sur
- Condado de Oswego, Nueva York - oeste
- Condado de Jefferson, Nueva York - noroeste

## Demografía
En el 2000 la renta per cápita promedia del condado era de $34,361, y el ingreso promedio para una familia era de $39,287. En 2000 los hombres tenían un ingreso per cápita de $30,479 versus $21,115 para las mujeres. El ingreso per cápita para el condado era de $14,971 y el 13.20% de la población estaba bajo el umbral de pobreza nacional.

## Ciudades y villas
- Castorland (villa)
- Constableville (villa)
- Copenhagen (villa)
- Croghan (pueblo)
- Croghan (villa)
- Denmark (pueblo)
- Diana (pueblo)
- Greig (pueblo)
- Harrisburg (pueblo)
- Harrisville (villa)
- Highmarket (antiguo pueblo - fusionado con West Turin)
- Lewis (pueblo)
- Leyden (pueblo)
- Lowville (villa)
- Lowville (pueblo)
- Lyons Falls (villa)
- Lyonsdale (pueblo)
- Martinsburg (pueblo)
- Montague (pueblo)
- New Bremen (pueblo)
- Osceola (pueblo)
- Pinckney (pueblo)
- Port Leyden (villa)
- Turin (pueblo)
- Turin (villa)
- Watson (pueblo)
- West Turin (pueblo)

==> En paréntesis la designación oficial